# 豊橋 (水雷母艦)
豊橋（とよはし）は、日本海軍の水雷母艦。日本海軍最初の水雷母艦で、
日露戦争後には「韓崎」と共に初期の潜水母艦任務を支えた。
艦名は三河国豊橋 (現在の愛知県豊橋市付近) によると思われる。
同様な艦種の艦に「駒橋」「猿橋」などと命名されており、同じ橋の字を使用したのではないか、と推測されている。

## 概要
元は政府が日清戦争のために購入した運送船のうちの1隻で、1897年（明治30年）に日本海軍軍艦籍に編入、
運送船として使用出来る状態のまま水雷母艦に改造された。
軍需品輸送任務にも使用され、
台湾や中国大陸沿岸まで行動した。
北清事変では兵員輸送、
日露戦争では津軽海峡の警備などを行った。
1905年 (明治38年) に潜水母艦用に艤装が改造され、
以後は潜水母艦任務を行った。
1914年（大正3年）4月1日除籍。
8月に運送船「豊橋丸」となり、第一次世界大戦下で軍需品輸送任務を行った。
翌1915年（大正4年）に日本海運救済会へ売却された。

## 艦型
1898年（明治31年）1月から8月まで横須賀海軍造船廠で水雷母艦の艤装工事を行った。
工事内容は下記を予定した。
- 計画乗員
  - 将校16名、准士官5名、下士31名、卒103名の計155名
  - 水雷艇補充員約40名
- 搭載量
  - 乗員用糧食2カ月分
  - 清水2週間分
  - 需品4カ月分
- 補給物件
  - 12センチ速射砲弾薬 300発、空砲40発 (自艦用)
  - 47ミリ保式重速射砲弾薬 2,400発、空砲若干 (自艦用と兼用)
  - 47ミリ保式軽速射砲弾薬 600発、空砲若干
  - 12ポンド速射砲弾薬 200発、空砲20発
  - 6ポンド速射砲弾薬 1,000発、空砲若干
  - 魚雷 40本
  - 機雷 50個
  - 石炭、糧食、需品
- その他艤装
  - 弾薬庫 前後各1カ所、揚弾装置
  - 機械水雷庫 : 前部船倉内に設置、運搬用のレールを設ける。
  - 魚形水雷庫 : 前部船倉内に設置、天井に運搬用のレールを設ける。14インチ魚雷と18インチ魚雷を格納。
  - 水雷工場
- 端艇
  - 9.150m小蒸気船 1隻
  - 8.250mカッター 1隻
  - 7.350mギグ 1隻
  - 9.200m通船 2隻
  - 7.100m通船 1隻

運送船としても使用出来るよう船艙はなるべくそのままとした。
補給用の魚雷と機雷は戦時のみの搭載とされ、
魚形水雷架台は陸上倉庫に保管された。

### 兵装
- 45口径安式12センチ速射砲[35] 2門 : 艦首、艦尾に各1門[31]
- 47ミリ保式重速射砲 6門 : 艦橋甲板の前後両舷に各1門、船尾楼甲板両舷に各1門[31]

平時では艦尾の安式12センチ速射砲1門、中央のものを除いた47ミリ保式重速射砲4門のみを装備した。
- 手動探照灯 1基 : 後部マスト後面、水線上高さ13.8mの位置に設置。グラム式4極発電機を後部下甲板左舷側に設置した[37]。

### 機関
日本海軍編入時のボイラーは円缶 両面2基。
蒸気圧力は154 psi (10.8 kg/cm2)。
その他に艦橋と煙突の間の上甲板上に補助缶1基を装備、同所の左舷側に専用の細い煙突が設置された。
発電機は「橋立」から陸揚していたグラム式70V150A発電機2基に交換した。

### 燃料
『現状報告』に記載された石炭満載量は以下の通り。
- 1901年5月:863.000 t[39]
- 1901年8月:845.130 t[40]

### 主要要目
表の値は主に『公文備考』に収録の軍艦一覧表による。
その他に下記の値が伝えられている。
- 『日本近世造船史』: 排水量4,120ロングトン (4,186 t)、出力1,480馬力、速力12.5ノット[41]
- 『日本海軍艦船名考』:排水量4,113ロングトン (4,179 t)、速力13ノット[4]
- 『日本海軍特務艦船史』:排水量4,055ロングトン (4,120 t)、垂線間長104.85m、最大幅12.44m、吃水5.05m[8]。

### 公試成績
自然通風全力で回転数62rpm、実馬力2,121、速力12.73ノットを得た。

## 艦型の変遷
- 1899年 (明治32年) に5トン・デリックを12トン・デリックに改造することが認許された[42]。
- 1900年 (明治33年) 4月に艦首の12センチ速射砲を平時装備とした[43]。砲の旋回に不具合があって6月に佐世保で修理が行われた[44]。

## 潜水母艦に改造
ボイラー交換工事に続き1905年 (明治38年) 2月2日から
5月まで潜水母艦としての艤装工事が行われた。
以下の艤装が予定された。
- 潜水艇乗員用設備
  - 乗員33名を収容出来る設備
  - 事務室
  - 艇員用倉庫
  - 衣服用の乾燥室
- 補給用燃料 : 上甲板にガソリンタンク4基[47] (総量8,000ガロン)
- 蓄電池用設備
  - 180V350A発電機4基を増備 (潜水艇への課電用)
  - 蓄電池用プレートの臨時格納筺
  - 船艙に強硫酸格納庫[48]
  - 蒸留器
  - 清水約30噸を貯蔵出来る設備
- 空気
  - 低圧空気圧縮ポンプ
  - 気蓄器
  - 送風機 (潜水艇内の換気用)
- 整備要具
  - スパナ一式、スタンダードゲージ、ナット
  - 潜水艇要具庫
- 曳航・接舷設備
  - 150尋[注釈 4]のマニラロープ3條
  - 防舷物梯子、道板
- 無線電信機、マストに無線用ガフ (先端が上甲板から高さ約140 ft (43 m)) を設けアンテナを張る

発電機4基、送風機2台は後日装備とされ、
発電機は6月8日から横須賀で行われた工事で設置された。
4月に行われた試験で重心が高いことが判明したので、バラストとして袋詰めの英炭500英トンを搭載、
8月にバラストを砂利480英トンに交換した。
- 軍艦豊橋船内側面及上部平面図[53]。潜水母艦に艤装改造時。
- 軍艦豊橋諸甲板平面並船艙平面図[54]。潜水母艦に艤装改造時。

### 機関
1904年 (明治37年) 4月8日から修理工事を実施、
メイン・ボイラーは宮原式缶4基へ換装された。
この時同時に高圧気筒の交換、滑弁の擦り合わせなど主機の分解修理・整備を行った。

### 燃料
『現状報告』による工事後の石炭満載量は以下の通り。
- 1905年8月:842 t[56]
- 1905年10月:840 t。石炭庫内に蒸気管と廃気管を設置したため容量が2トン減少した[57]。

### 公試成績
1905年 (明治38年) 4月27日に高速力試験を行い、平均速力12.8ノットを得た。
『明治三十七八年海戦史』によると自然通風全力で回転数68.3rpm、実馬力2,300、速力12.801ノット。
また『帝国海軍機関史』には出力2,300馬力、速力12.8ノットとある。

### その後の改装
- 1906年6月に空気圧縮ポンプが1台増設された[59]。
- 老朽化のため1907年11月に補助缶が陸揚された[60]。
- 1912年に水中信号器が装備された[61]。

## 艦歴

### 前歴
日清戦争当時、商船の不足を補うために日本政府は海外から十数隻の艦船を日本郵船名義で購入、輸送任務などに就かせた。本艦もそのうちの1艦で元はLondon&Glasgow造船造機会社で1888年（明治21年）12月に進水、1889年（明治22年）に竣工した英ジェンキンス社所有、フリントシア (Flintshire、3檣、2,879総トン、1589登簿トン) である。
1894年 (明治27年) 9月に購入され、「豊橋丸」と命名された。

### 1897年
戦争終了後に多くの船はそのまま民間に払い下げられたが、海軍では水雷母艦（水雷艇、駆逐艦の母艦）が切望され、
「豊橋丸」は1897年（明治30年）4月1日軍艦籍に編入、艦名は豊橋と改めて命名された。
11月11日出渠した。

### 1898年
1898年（明治31年）
1月に第三予備艦となり、続けて横須賀海軍造船廠で水雷母艦としての艤装工事に着手した。
3月21日に艦艇類別標準が制定され、
「豊橋」は水雷母艦に類別された。
4月19日入渠、
5月10日出渠。
7月25日出渠、
8月1日時点で工事は完了、
8月9日に大砲公試を行った。
7月20日付で練習艦「豊橋」に国内及び韓国各地への軍需品輸送の任務が令達され、
以後石炭や建築材料などを各地に運送した。
10月14日門司を出港し韓国方面を航海、
11月1日竹敷に帰国した。
12月から翌年1月まで横須賀で機関の小修理を行った。

### 1899年
1899年（明治32年）
3月25日佐世保を出港し台湾方面を航海し、
4月7日に鹿児島ヘ帰国した。
5月5日から5月中は機関の開放検査を行い、
5月20日に出渠した。
7月1日佐世保を出港し再度台湾方面を航海した。
7月12日に「豊橋」は基隆を出港、
7月13日に中城湾ヘ帰国した。
同地で石炭800トンを陸揚する予定だったが15日から天候が悪化し、21日まで台風による暴風雨に見舞われた。
「豊橋」には右舷ケーブル用スリップが損傷するなどの被害が出た。
以降も風が強くて陸揚作業が出来ず、23日に同地を出港した。
8月1日時点で鹿児島港に停泊し、機関の清掃を行っていた (5日完了予定) 。
8月13日佐世保を出港し韓国方面に航海、
8月25日に横須賀ヘ帰国した。
9月15日から横須賀でボイラーの修理と改造工事を開始、
10月から11月に暴風雨で破損した錨鎖のスリップなどを修理した。
その他上甲板の新設工事と修理も行うなど、
11月まで機関などの修理を行った。
その後もバラスト・タンク、清水タンクの改造工事、フォールヤード、12トン・ダビッドの新設などを行った。
12月25日に役務を解かれ、
予備艦に定められた。
12月29日入渠した。

### 1900年
1900年 (明治33年) 
1月17日出渠。
1月に再度練習艦に定められ、
横須賀から呉へ軍需品の輸送を行った。
2月24日に佐世保を出港し、 
竹敷、釜山、仁川に寄港、
3月10日に佐世保ヘ帰国、
呉を経由し横須賀に帰港した。

### 北清事変
北清事変により「豊橋」は6月12日に佐世保を出港し、
陸戦隊1個大隊（服部雄吉中佐）を大沽へ輸送した。
「豊橋」は6月26日付で常備艦隊に編入された。

### 霓救助
7月29日、「霓」は太沽に向かって航行していたが、午後10時に山東半島先端の南東高角沖低岩角の露岩の位置に座礁した。
「豊橋」は艦隊司令長官から救助の命を受け
8月1日午後8時40分に太沽を出港し翌2日芝罘に寄港、霓の遭難地が不明のために情報収集を行った後、午後7時に同地を出港、
遭難地に向かった。
「霓」は3日午前4時45分から船体中央が屈曲を始め、午前8時には船体切断、8時45分に軍艦旗を降ろし、総員退去した。
後部船体は午後4時45分に全没した。
「豊橋」は同日早朝に遭難地に到着したが、「霓」を救助する術は既に無く、
4日午前10時までに霓乗員と (陸揚げしていた) 諸物品を収容、5日午前5時30分に同地を出発して芝罘に向かった。
「豊橋」は霓乗員と物品を載せたまま8月9日に佐世保に帰着、
同地で霓乗員を降ろし、翌6日午前6時に佐世保を出港、呉へ向かった。
「霓」の引揚は「肥後丸」と「旅順丸」が8月下旬から開始したが
「肥後丸」は重量物引揚に適切でないことが判明、「豊橋」が代わりに引揚作業を行うことが9月24日に決定、
「豊橋」へは25日付で令達された。
「豊橋」は29日に佐世保を出港、
仁川に寄港し、
10月5日現場に到着、引揚作業を引き継いだ。
現場は季節風の影響が大きくて海の荒れる日が多い時期でもあり、ボイラー2基を引き揚げるに留まった。
11月23日には寒気のために現場の作業を中止、25日現地を出港、翌26日に仁川着、帰国に向けて艦の整備を行い、12月3日午前11時30分に月尾島東方の地を出発、12月5日午前8時25分に佐世保へ帰着した。
『恩給叙勲年加算調査』によると12月19日に佐世保へ帰国となっている。
「豊橋」は12月24日付で常備艦隊から除かれた。
12月26日に国内及び韓国・清国沿岸への軍需品輸送の命令が出された。

### 1901年
1901年 (明治34年) 
1月9日横須賀で入渠、
1月15日出渠、2月に補機内部の掃除や検査を行った。
6月に12インチ安砲1門を搭載するために横須賀で前部船艙内の下甲板ビーム1本を改造した。
7月19日に門司を出港し上海へ向かっていた「金州丸」は、
針路を誤って7月20日午前11時30分頃に
済州島南東岸のマクドガル角の北約2カイリの地点に坐洲した。
「豊橋」に対して7月24日午後11時45分に「金州丸」の視察が電令され、「豊橋」は翌25日午前3時30分に釜山を出港、
26日午前6時過ぎに現地に到着した。
「金州丸」は25日午後に自力で離洲しており、
「豊橋」は「金州丸」の乗客とその荷物を載せ
同日 (26日) 遭難地を出発、芝罘へ向かった。
「金州丸」は7月29日に上海に到着、同日芝罘に停泊する「豊橋」宛てに任務終了が令達された。
9月25日横須賀で入渠、艦底塗装などを実施し
27日出渠。
続けて10月初旬にかけてボイラー修理、甲板の漏水修理などを実施、18インチ魚雷用の架台の設置工事を行った。
10月31日から11月初旬にかけて横須賀でデリックの修理、また18インチ魚雷用の架台の設置工事を続けた。

### 1902年 -1903年
1902年 (明治35年) 
6月21日横須賀で入渠、
25日出渠した。
12月から翌1903年 (明治36年) 3月まで横須賀で機関の小修理を行った。
2月6日横須賀で入渠、
23日出渠、
3月4日に修理が完了した。
以後「豊橋」は舞鶴海軍造船廠の建築材料運搬などを行った。
1903年 (明治36年) 3月から12月に行われた軍需品輸送は以下の通り。
- 第1回:3月8日に横須賀を出港、舞鶴、佐世保を巡った[131]。舞鶴までは舞鶴鎮守府 (造船廠) の建築材料等を運搬[132]、佐世保では演習に参加した駆逐艦・水雷艇への石炭補給を行った[133]。
- 第2回:5月に横須賀を出港、大阪、呉、佐世保、舞鶴、呉 (2回目) に寄港し、6月初旬に横須賀に帰港[134]。

ボイラーの老朽化が進んでいて、6月に行われた検査で燃焼室外板が著しく薄くなった場所が見つかり、蒸気圧力は85 psi (6.0 kg/cm2)に制限された。
- 第3回:6月18日に横須賀を出港し、萩の浜、山田、大湊、舞鶴、佐世保、澎湖島、佐世保 (2回目) 、呉に寄港し、8月初旬に横須賀に帰港した[135]。

8月20日横須賀で入渠、
26日出渠した。
- 第4回:9月16日に横須賀を出港、呉、舞鶴、大湊に寄港し、10月初旬横須賀に帰港[138]。
- 第5回:10月28日に横須賀を出港、大湊に寄港し、11月初旬横須賀に帰港[139]。
- 第6回:11月25日に横須賀を出港し、呉、佐世保に寄港した[140]。

12月に役務を解かれ、佐世保海軍工廠で大修理を開始、ボイラーの交換を予定した。
しかし12月28日に日本海軍は戦時編制に移行、連合艦隊を編成し横須賀鎮守府予備艦「豊橋」は連合艦隊附属水雷母艦とされた。
所属は附属隊艦船部隊となった。
大修理は中止、4カ月間の使用に耐えるだけの修理を翌年1月まで行った。

### 日露戦争
1904年 (明治37年) 
1月12日出渠した。
1月24日に「豊橋」は第三艦隊附属水雷母艦とされた。
佐世保に停泊中の「豊橋」は、同地で「海門」「磐城」の常装薬、第十艇隊、第十一艇隊の予備水雷、予備推進器を搭載し2月4日出港、5日に竹敷に到着した。
8日郷ノ浦 (壱岐島) に到着し第十一艇隊に炭水を補給、11日尾崎湾 (対馬) に到着した。
2月12日に尾崎湾を出港し、
同日は鎮海湾で「摩耶」「磐城」に炭水を補給、13日に竹林浦 (巨済島) で第十六艇隊に補給し、14日竹敷に到着した。
15日佐世保に回航し同地で炭水を搭載し、18日尾崎湾に到着した。
19日に竹林浦へ回航し同地で水雷艇隊に炭水や軍需品を補給、漆川水道を経て
22日に尾崎湾へ帰国した。
同地で横須賀回航を命令され、直ちに出港、25日横須賀に帰港し補充員、職工、補給物件を「熊野丸」へ移送した。
同日 (2月25日) 付で「豊橋」は第三予備艦に編入、
4月8日から「豊橋」はボイラー換装を含む大修理を横須賀で実施した。
8月18日入渠、
10月19日出渠した。
1905年 (明治38年) 2月2日から潜水母艦の艤装工事を行った。
4月4日入渠、11日に出渠、
4月28日公試運転を行い、その後機関開放検査を行った。
「豊橋」は4月17日付で役務を警備艦兼水雷母艦とされ、
5月19日に「豊橋」は津軽海峡防御司令艦を乗船させて津軽海峡までの海面偵察を行い、かつ兵器輸送をするよう命令を受けた。
「豊橋」は5月20日午後2時に横須賀を出港、
22日午後7時50分に函館に入港した。
函館には「香港丸」「日本丸」「韓崎丸」「武蔵」第4艇隊などが在泊、これらの艦が津軽海峡防御の任務を行った。
「豊橋」も5月23日に津軽海峡防御の任務を命令され、
25日函館を出港、尻屋崎東方海面の警戒を行った。
29日函館に一時帰港、食糧補充などを行い、
30日に再び出港し尻屋崎東方の警戒を行い、翌31日函館に帰港した。
6月1日函館を出港、海峡全般の警戒を行った。
当日は霧が濃く、夜は三厩で仮泊、
翌2日午後1時に函館に帰港、
同任務を終了した。
6月5日函館を出港し、
7日午後1時35分横須賀に帰港した。
8日から修理・改造工事を横須賀で行った。
8月30日入渠。
9月8日出渠。
10月5日工事が完了した。
9月2日付で「韓崎丸」修理中は第一潜水艇隊母艦の任務を代行するよう命令され、
翌3日付で「第二潜水艇」「第三潜水艇」の母艦に定められた。
「豊橋」は11月に呉へ移動した。

### 1906年
1906年 (明治39年) 
1月に補助缶の検査修理を行った。
2月1日に「豊橋」は呉を出港、
横須賀で
ガソリンを搭載して呉に帰港した。
4月4日「豊橋」は第二潜水艇隊の母艦に定められた。
4月と8月に呉で機関部の修理を行った。
11月27日呉で入渠、
12月1日出渠、
弾薬庫修理などを行った。

### 1907年
5月、
8月、
9月に呉で小修理を実施した。
12月2日に呉で入渠、7日に出渠を予定した。

### 無線電話機実験
1908年 (明治41年) 6月、京都帝国大学教授の行った無線電話機実験に協力した。
21日にアンテナを設置、
22日に無線電話機を設置、電源は潜水艦課電用の発電機を使用した。
23日から3日間、同じく無線電話機を設置した鍋崎 (呉市警固屋) との通信実験を行った。
結果は4カイリ以内であれば明瞭に通話が出来たが、まだ改良の余地があった。

### 1910年
1910年 (明治43年) 
4月15日に「第六潜水艇」の沈没事故が起きると「豊橋」は現場へ急行し捜索・救難活動を行った。
7月に第二潜水艇隊所属の「第八潜水艇」「第九潜水艇」と母艦の「豊橋」は佐世保・竹敷を巡航した。
7月5日呉を出港、昼間は「豊橋」を先頭にした単縦陣で航行し (速力は9ノット) 、
各地で諸訓練を実施、
夜間に潜水艇は「豊橋」に横付けして停泊した。
7日に関門海峡を通過、
10日に佐世保に到着した。
12日佐世保から竹敷に回航、
波風が強いために同地に停泊を続け、
17日竹敷を出港し、同日福岡湾に到着した。
翌18日関門海峡を再び通過、
19日午前は濃霧の中での航行となった。
22日に3隻は無事呉に帰港した。

### 1912年以降
1912年（大正元年）8月28日、二等海防艦に類別変更された。
1914年（大正3年）4月1日に除籍、
艦艇類別等級表からも削除された。

### 豊橋丸
同年8月に「豊橋」を軍需品の運送船として使用し、潜水母艦任務は「駒橋丸」を改造して使用する提案がなされ、
同月から「豊橋」に呉で艤装工事が行われた。
8月16日、旧軍艦豊橋は豊橋丸と改名、
船種を運送船とした。
- 第1回:9月に呉から神戸へ煉炭378噸、被服、糧食、測距儀1基を輸送し第六駆逐隊へ補給、また呉海軍工廠から川崎造船所へ兵器6.5噸を輸送した[205]。
- 第2回:呉を9月25日出港し佐世保、鎮海に寄港[206]、鎮海を30日出港し旅順に寄港、10月8日佐世保着[207]、永興、舞鶴、大湊、横須賀に寄港し10月29日呉に帰港した[206]。
- 第3回:11月9日呉を出港し佐世保間を往復、11月16日呉を出港し横須賀間を往復、11月27日呉を出港し佐世保、鎮海、舞鶴、大湊、横須賀、神戸に寄港し、12月22日呉に帰港した[208]。
- 第4回:翌1915年（大正4年）1月13日呉を出港し横須賀間を往復、1月24日呉を出港し佐世保、鎮海に寄港[209]、1月31日鎮海を出港し[207]旅順に寄港[209]、2月8日に佐世保へ帰国[207]、鎮海 (2回目) 、舞鶴、大湊、横須賀、神戸に寄港し、3月4日呉に帰港した[209]。
- 第5回:3月20日呉を出港し、横須賀、神戸に寄港、3月28日呉に帰港した[210]。

以降3月31日まで国内で服務した。
6月18日付で豊橋丸売却の訓令が出され、
7月12日に日本海運救済会へ84,000円で売却された。

### その後
海運救済会では練習船「豊橋丸」となった。
改装され白い船体となった「豊橋丸」は同年9月20日から養成員を乗船させ日本各地を回った。
更に一時日本陸軍の運送船として青島までの輸送任務も行った。
1922年（大正11年）4月22日に尻屋崎付近で座礁、浮揚ののち修理されたが老齢のため11月に売却された。
その後「新嶸丸」、「栄徳丸」と船名が変わり、
最後は日本合同工船の蟹工船として使用中に日本海で暴風雨に見舞われ行方不明、1938年 (昭和13年) に船籍が抹消された。

## 艦長
※『日本海軍史』第9巻・第10巻の「将官履歴」及び『官報』に基づく。
- 井上敏夫 大佐：1898年7月19日 - 1899年5月1日
- 今井兼昌 中佐：1899年5月1日 - 1899年10月13日
- 坂本一 中佐：1899年10月13日 - 1901年2月4日
- 井手麟六 中佐：1901年2月4日 - 1902年10月6日
- 毛利一兵衛 大佐：1902年10月6日 - 1903年4月12日
- 丹羽教忠 中佐：1903年4月12日 - 1903年12月7日
- 丹羽教忠 大佐：1903年12月28日 - 1904年2月23日[212]
- 土屋光金 大佐：1905年4月17日 - 1905年6月14日
- 茶山豊也 中佐：1905年6月14日 - 1905年12月12日
- 臼井幹蔵 中佐：1905年12月12日 - 1906年11月28日
- 井出謙治 中佐：1906年11月28日 - 1908年2月1日
- 広瀬順太郎 中佐：1908年2月1日 - 1908年8月28日
- （兼）山本竹三郎 大佐：1908年8月28日 - 1908年9月25日
- 西垣富太 中佐：1908年9月25日 - 1909年4月1日
- 井出謙治 大佐：1909年4月1日 - 1909年12月1日
- 平岡貞一 大佐：1909年12月1日 - 1911年4月1日
- 堀輝房 中佐：1911年4月1日 - 1911年10月25日
- 松岡修蔵 大佐：1911年10月25日 - 1912年7月5日

## 艦船符号

### 信号符字
- GQJM : 1897年12月[213] -

豊橋丸
- GQJM : 1914年8月18日[214]  -

### 略符号
無線電報用の呼出符号、いわゆるコールサイン。
- GTS : 1908年10月28日[215] - 1911年12月4日[216]
- GTY : 1911年12月4日[216] -

豊橋丸
- JJZ : 1914年8月18日[11] - 1915年6月1日[217]